# Cecilia Bartoli

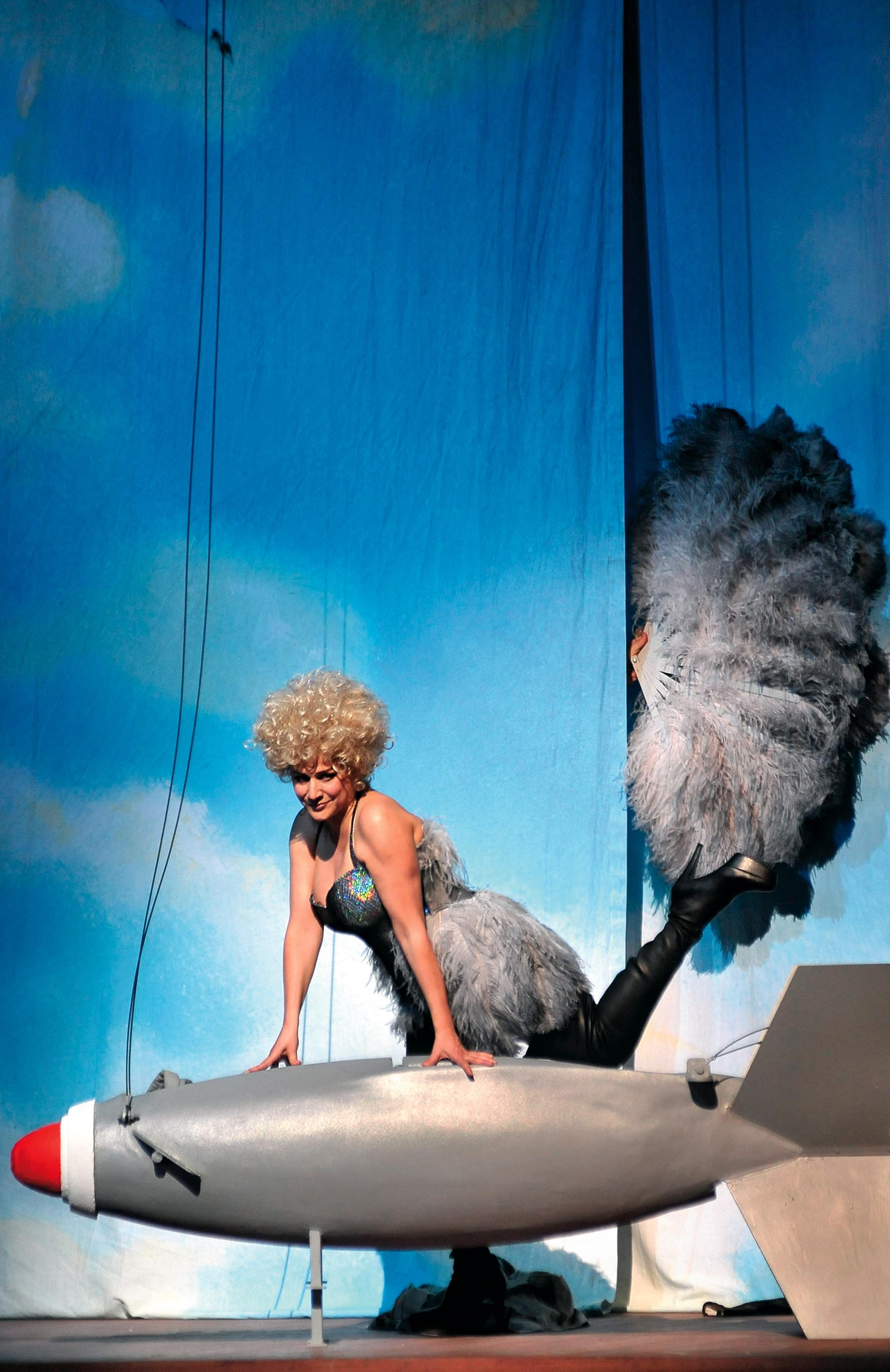
Nel ruolo di Cleopatra, Festival di Salisburgo 2012

Cecilia Bartoli (Roma, 4 giugno 1966) è un mezzosoprano italiano naturalizzato svizzero.

## Biografia
Nata in una famiglia musicale, dove i suoi genitori Silvana Bazzoni e Pietro Angelo Bartoli anch'essi furono cantanti lirici. Il suo debutto sul palcoscenico è avvenuto con l'interpretazione del pastorello in Tosca a soli 9 anni. La sua formazione vocale si avvia tuttavia solo all'età di 13 anni, sotto la vigile guida della madre, e successivamente al Conservatorio di Roma. Studierà anche pianoforte e tromba, ma sempre in maniera complementare al canto. La madre, Silvana, avrebbe continuato a essere la sua coach vocale al lungo della sua carriera.
Inizialmente interprete in particolare di ruoli mozartiani e rossiniani, si è dedicata poi con crescente interesse alla riscoperta di opere trascurate, con una predilezione per la musica barocca e classica e i compositori a cavallo tra barocco e classicismo.
Apprezzata in tutto il mondo in particolare per la professionalità, la musicalità, il virtuosismo spericolato e per le doti sceniche, ha associato alle apparizioni in scena una folta attività discografica, ricevendo numerosi premi e riconoscimenti, tra cui il Disco di platino in Francia per il recital "Opera proibita" che arriva in quinta posizione nella Ultratop nelle Fiandre, in Belgio.
Ha lavorato con importanti direttori d'orchestra, tra i quali Herbert von Karajan, Daniel Barenboim, Nikolaus Harnoncourt, Riccardo Muti, e presso le più importanti sale da concerto e teatri del mondo, quali il Metropolitan di New York, il Covent Garden di Londra, il Teatro alla Scala di Milano, la Bayerische Staatsoper di Monaco, e l'Opera di Zurigo.
Nel 2008, per l'incisione de La sonnambula di Vincenzo Bellini, con le varianti dedicate a Maria Malibran (nonostante tra la critica vi siano pareri discordi), le è stato attribuito dalla città di Catania il prestigioso premio "Bellini d'oro".
Nel 2010 ha affrontato il sommo ruolo belliniano di Norma a Dortmund, con non poche perplessità (come già per Sonnambula) da parte della critica.
Nel 2010 ha vinto l'Handel Music Prize del Handel Festival di Halle (Saale).
Il suo album Sospiri per la Decca del 2010 raggiunge la decima posizione in Spagna e conquista in Francia e Belgio il disco d'oro nel febbraio 2011.
Dopo la performance belliniana è ritornata a Rossini: nel 2011 ha debuttato a Zurigo nel ruolo della contessa Adèle ne Le Comte Ory e nel 2012, nella stessa città, ha fatto l'atteso debutto come Desdemona nell'Otello rossiniano.
Il 3 febbraio 2011 ha vinto il Grammy Award per la migliore performance vocale classica con l'album "Sacrificium" che raggiunge la quinta posizione nella Ultratop nelle Fiandre in Belgio, la settima posizione in Portogallo, l'ottava in Francia, la nona in Spagna, la decima nei Paesi Bassi e la terza nella Classical Albums statunitense. Nel 2012 ha raggiunto il traguardo di dieci milioni di dischi venduti con la Decca.
Nel 2012 ha vinto l'Herbert von Karajan Music Prize del Festspielhaus Baden-Baden.
Nel dicembre 2012 è ritornata con il concerto inaugurale della stagione sinfonica alla Scala dopo 19 anni di assenza. L'evento ha suscitato una furiosa contestazione nella seconda parte del concerto, con fischi e urla rivolti alla cantante. I giornali italiani hanno avallato la possibilità di un "complotto" dietro questo episodio, mentre i loggionisti si sono difesi contestando la tecnica di canto della Bartoli, secondo alcuni dal suono piccolo e non proiettato.
Prosegue sempre l'impegno musicale di diffusione della musica barocca e classica, in particolare del repertorio già inciso su CD monografici, portandolo in recital nei teatri di tutto il mondo.
Il 28 ottobre 2018 ha cantato alla inaugurazione del Teatro Galli di Rimini chiuso dal 1943 a causa dei bombardamenti degli Alleati durante la seconda guerra mondiale. In occasione della riapertura si è portata sulle scene La Cenerentola di Rossini.
Dal 2012 dirige il Festival di Pentecoste a Salisburgo.
Nel 2020 duetta nel singolo dal titolo "Pianissimo" con Andrea Bocelli.

### Vita privata
Vive tra il Lago di Zurigo e Roma. Nel 2011 ha sposato il baritono svizzero Oliver Widmer.

## Cronologia
Nel 1987 avviene il suo debutto sulle scene come Re Alboino in Bertoldo, Bertoldino e Cacasenno di Vincenzo Legrenzio Ciampi, eseguito al Teatro Filarmonico di Verona.
Nel 1988 interpreta il ruolo di Lucilla ne La scala di seta con Luciana Serra e William Matteuzzi all'Auditorium Pedrotti di Pesaro per il Rossini Opera Festival.
Nel 1990 è Despina in Così fan tutte al Teatro Mercadante di Napoli, è Cherubino ne Le nozze di Figaro con Renée Fleming e Ferruccio Furlanetto all'Opéra National de Paris ed Idamante in Idomeneo all'Opera di Amburgo.
Nel 1991 è Isolier nella prima rappresentazione de Il conte Ory al Teatro alla Scala di Milano a fianco di Matteuzzi, Mariella Devia ed Ewa Podleś.
Nello stesso anno è Dorabella nella ripresa nel Teatro della Pergola di Firenze di Così fan tutte ossia La scuola degli amanti e canta nella commemorazione del bicentenario della morte del compositore nel St. Stephansdom e nella Großes Festspielhaus di Vienna col Requiem di Mozart diretta da Georg Solti.
Nel 1992 tiene un concerto alla Scala con Chung Myung-whun al pianoforte.
Nel 1993 alla Scala è Zerlina nella prima di Don Giovanni Carol Vaness e la Fleming diretta da Riccardo Muti ed a Salisburgo Despina in Così fan tutte con i Wiener Philharmoniker, Jennifer Larmore e Ferruccio Furlanetto e tiene un concerto con András Schiff al pianoforte.
Nel 1994 fa la sua prima apparizione alla Carnegie Hall per il Metropolitan Opera House di New York in concerto con James Levine.
Nello stesso anno debutta come Despina nel Così fan tutte al Wiener Staatsoper ed è Zerlina in Don Giovanni con Catherine Malfitano e Bryn Terfel diretta da Daniel Barenboim a Salisburgo.
Nel 1995 tiene un recital al Civic Theatre per il San Diego Opera.
È sempre con il ruolo di Despina in Così fan tutte che nel 1996 con Carol Vaness diretta da Levine debutta al Metropolitan Opera House.
Nel 1997 al Met è Angelina ne La Cenerentola con Ramón Vargas.
Nel 1998 al Met è Susanna ne Le nozze di Figaro con Terfel e la Fleming.
Nel 2000 è Donna Elvira in Don Giovanni al Deutsche Oper Berlin.
Nel 2001 interpreta Euridice e Il Genio in L'anima del filosofo diretta da Christopher Hogwood che debutta al Royal Opera House, Covent Garden di Londra e tiene un recital con musiche di Gluck e Vivaldi a Salisburgo.
Nel 2002 il suo album The art of Cecilia Bartoli raggiunge il terzo posto nella classifica Classical Album.
Nel 2003 tiene un recital a Salisburgo.
Nel 2004 esegue musiche di Antonio Salieri in concerto a Salisburgo.
Nel 2005 tiene un concerto con Schiff al pianoforte a Salisburgo ed è Fiorilla ne Il turco in Italia diretta da Adam Fischer al Covent Garden.
Nel 2006 registra l'album Opera proibita a Bilbao.
Nel 2008 è Clari di Fromental Halévy all'Opernhaus Zürich.
Nel 2009 esegue musiche di Haendel al Teatro Real di Madrid.
Nel 2011 esegue Sacrificium in concerto a Bratislava.
Il suo album Mission del 2012 raggiunge la sesta posizione in classifica in Portogallo.
Nel 2012 è ancora la Comtesse Adèle ne Le Comte Ory di Rossini all'Opernhaus Zürich, tiene un recital a Bad Kissingen ed a Lucerna, esegue musiche di Haendel e Sacrificium nella Reggia di Versailles ed assume la direzione artistica della sezione di Pentecoste del Festival di Salisburgo. Qui interpreta il ruolo di Cleopatra in Giulio Cesare con Anne Sofie von Otter e tiene un recital.
Nel 2013 è la Comtesse Adèle ne Le Comte Ory al Theater an der Wien, tiene un recital a Monte Carlo, a Ludwigsburg ed a Bad Kissingen, esegue Mission a Versailles ed a Salisburgo è Norma e canta in Ein deutsches Requiem con la West Eastern Divan Orchestra diretta da Barenboim e tiene un recital al Concertgebouw.
Nel 2014 è Alcina all'Opernhaus Zürich.
Il suo album St. Petersburg entra nella classifica alla settima posizione nella Ultratop delle Fiandre, in Belgio ed alla decima in Austria e Danimarca.

## Repertorio
| Ruolo                        | Titolo                                       | Autore     |
| ---------------------------- | -------------------------------------------- | ---------- |
| Amina                        | La sonnambula                                | Bellini    |
| Norma                        | Norma                                        | Bellini    |
| Maria                        | West Side Story                              | Bernstein  |
| Alboino                      | Bertoldo, Bertoldino e Cacasenno             | Ciampi     |
| Giannetta                    | Le cantatrici villane                        | Fioravanti |
| Orfeo                        | Orfeo ed Euridice                            | Gluck      |
| Iphigénie                    | Iphigénie en Tauride                         | Gluck      |
| Clari                        | Clari                                        | Halévy     |
| Piacere                      | Il trionfo del tempo e del disinganno        | Händel     |
| Almirena                     | Rinaldo                                      | Händel     |
| Cleopatra                    | Giulio Cesare in Egitto                      | Händel     |
| Ariodante                    | Ariodante                                    | Händel     |
| Alcina                       | Alcina                                       | Händel     |
| Semele                       | Semele                                       | Händel     |
| Armida                       | Armida                                       | Haydn      |
| Euridice Genio               | L'anima del filosofo ossia Orfeo ed Euridice | Haydn      |
| Sifare                       | Mitridate, re di Ponto                       | Mozart     |
| Cecilio                      | Lucio Silla                                  | Mozart     |
| Idamante                     | Idomeneo Re di Creta                         | Mozart     |
| Cherubino Susanna            | Le nozze di Figaro                           | Mozart     |
| Donna Elvira Zerlina         | Don Giovanni                                 | Mozart     |
| Despina Dorabella Fiordiligi | Così fan tutte                               | Mozart     |
| Sesto                        | La clemenza di Tito                          | Mozart     |
| Nina                         | Nina, o sia La pazza per amore               | Paisiello  |
| Il maestro di musica         | Manon Lescaut                                | Puccini    |
| Pastorello                   | Tosca                                        | Puccini    |
| Lucilla                      | La scala di seta                             | Rossini    |
| Clarice                      | La pietra del paragone                       | Rossini    |
| Isabella                     | L'italiana in Algeri                         | Rossini    |
| Donna Fiorilla               | Il turco in Italia                           | Rossini    |
| Rosina                       | Il barbiere di Siviglia                      | Rossini    |
| Desdemona                    | Otello                                       | Rossini    |
| Angelina                     | La Cenerentola                               | Rossini    |
| Elena                        | La donna del lago                            | Rossini    |
| Comtesse Adéle Isolier       | Le Comte Ory                                 | Rossini    |

## Discografia

### Opere in studio
| Anno | Titolo Ruolo                                                 | Cast                                                         | Direttore            | Etichetta           |
| ---- | ------------------------------------------------------------ | ------------------------------------------------------------ | -------------------- | ------------------- |
| 1988 | Il barbiere di Siviglia Rosina                               | Leo Nucci, William Matteuzzi, Enrico Fissore                 | Giuseppe Patanè      | Decca               |
| 1989 | Così fan tutte Dorabella                                     | Lella Cuberli, Ferruccio Furlanetto, John Tomlinson          | Daniel Barenboim     | Erato               |
|      | Lucio Silla Cecilio                                          | Edita Gruberová, Peter Schreier, Dawn Upshaw                 | Nikolaus Harnoncourt | Teldec              |
| 1990 | Le nozze di Figaro Cherubino                                 | John Tomlinson, Lella Cuberli, Joan Rodgers                  | Daniel Barenboim     | Erato               |
| 1991 | La clemenza di Tito Sesto                                    | Della Jones, Uwe Heilmann, Diana Montague                    | Christopher Hogwood  | Decca               |
| 1992 | Manon Lescaut Un musico                                      | Mirella Freni, Luciano Pavarotti, Giuseppe Taddei            | James Levine         | Decca               |
|      | La Cenerentola Angelina                                      | William Matteuzzi, Enzo Dara, Alessandro Corbelli            | Riccardo Chailly     | Decca               |
| 1994 | Le nozze di Figaro Cherubino                                 | Lucio Gallo, Sylvia McNair, Cheryl Studer                    | Claudio Abbado       | Deutsche Grammophon |
|      | Idomeneo Re di Creta Idamante                                | Plácido Domingo, Carol Vaness, Heidi Grant Murphy            | James Levine         | Deutsche Grammophon |
| 1997 | L'anima del filosofo ossia Orfeo ed Euridice Euridice, Genio | Ildebrando D'Arcangelo, Uwe Heilmann, Andrea Silvestrelli    | Christopher Hogwood  | Decca               |
| 1997 | Il turco in Italia Donna Fiorilla                            | Michele Pertusi, Alessandro Corbelli, Ramón Vargas           | Riccardo Chially     | Decca               |
| 1998 | Mitridate, re di Ponto Sifare                                | Natalie Dessay, Giuseppe Sabbatini, Brian Asawa              | Christophe Rousset   | Decca               |
| 2000 | Rinaldo Almirena                                             | David Daniels, Bernarda Fink, Luba Orgonasova                | Christopher Hogwood  | Decca               |
| 2008 | La sonnambula Amina                                          | Juan Diego Flórez, Ildebrando d'Arcangelo, Gemma Bertagnolli | Alessandro de Marchi | Decca               |
| 2013 | Norma                                                        | John Osborn, Sumi Jo, Michele Pertusi                        | Giovanni Antonini    | Decca               |

### Opere live
| Anno | Titolo Ruolo             | Cast                                                  | Direttore            | Etichetta |
| ---- | ------------------------ | ----------------------------------------------------- | -------------------- | --------- |
| 1998 | La scala di seta Lucilla | Luciana Serra, William Matteuzzi, Roberto Coviello    | Gabriele Ferro       | Ricordi   |
| 2000 | Armida                   | Patricia Petibon, Christoph Prégardien, Oliver Widmer | Nikolaus Harnoncourt | Teldec    |

### Recital con orchestra
| Anno | Titolo                                            | Cast                                           | Programma                                                                      | Direttore Orchestra e Coro                                             | Etichetta           |
| ---- | ------------------------------------------------- | ---------------------------------------------- | ------------------------------------------------------------------------------ | ---------------------------------------------------------------------- | ------------------- |
| 1989 | Rossini Arias                                     | Cecilia Bartoli                                | Arie da opere di Rossini                                                       | Giuseppe Patanè Orchestra e Coro del Wiener Volksoper                  | Decca               |
| 1991 | Arie Antiche: Se tu m'ami                         | Cecilia Bartoli                                | Arie Antiche                                                                   | György Fischer                                                         | Decca               |
| 1992 | Rossini Heroines                                  | Cecilia Bartoli                                | Aria da opere di Rossini                                                       | Ion Marin Orchestra e Coro del Teatro La Fenice                        | Decca               |
| 1993 | Mozart Portraits                                  | Cecilia Bartoli                                | Arie da opere di Mozart                                                        | Gyorgy Fischer Wiener Kammerorchester                                  | Decca               |
| 1993 | The Impatient Lover                               | Cecilia Bartoli                                | Canzone italiane di Beethoven, Schubert, Mozart, Haydn                         | András Schiff (piano)                                                  | Decca               |
| 1993 | Scarlatti: Salve Regina - Pergolesi: Stabat Mater | Cecilia Bartoli e June Anderson                | Salve Regina di Scarlatti, Stabat Mater di Pergolesi                           | Charles Dutoit & Sinfonietta de Montréal                               | Decca               |
| 1994 | Voices from Heaven                                | Cecilia Bartoli, Andrea Bocelli e Bryn Terfel, |                                                                                | Chung Myung-whun & Orchestra dell'Accademia Nazionale di Santa Cecilia | Decca               |
| 1995 | A Portrait                                        | Cecilia Bartoli                                | Highlights                                                                     |                                                                        | Decca               |
| 1996 | Stabat Mater                                      | Cecilia Bartoli e Luba Orgonasova              | Stabat Mater di Rossini                                                        | Myung-Whun Chung                                                       | Deutsche Grammophon |
| 1996 | Chant d'Amour                                     | Cecilia Bartoli                                |                                                                                | Myung-Whun Chung                                                       | Decca               |
| 1997 | An italian songbook                               | Cecilia Bartoli                                | Arie da camera di Bellini, Donizetti e Rossini                                 | James Levine (piano)                                                   | Decca               |
| 1997 | A Hymn for the World                              | Cecilia Bartoli ed Andrea Bocelli              |                                                                                | Chung Myung-whun & Orchestra dell'Accademia Nazionale di Santa Cecilia | Deutsche Grammophon |
| 1998 | In paradisum                                      | Cecilia Bartoli e Bryn Terfel                  | Requiem di Fauré e Duruflé                                                     | Chung Myung-whun e Orchestra dell'Accademia Nazionale di Santa Cecilia | Deutsche Grammophon |
| 1998 | Live in Italy                                     | Cecilia Bartoli                                | Arie d'opera e da camera registrate live al Teatro Olimpico di Vicenza         | Jean-Yves Thibaudet & Sonatori de la Gioiosa Marca                     | Decca               |
| 1999 | The Vivaldi Album                                 | Cecilia Bartoli                                | Arie da opere di Vivaldi                                                       | Giovanni Antonini Il Giardino Armonico                                 | Decca               |
|      | Cecilia and Bryn                                  | Cecilia Bartoli e Bryn Terfel                  | Arie da opere di Mozart, Rossini e Donizetti                                   | Chung Myung-whun Orchestra dell'Accademia nazionale di Santa Cecilia   | Decca               |
| 2001 | Gluck Italian Arias                               | Cecilia Bartoli                                | Arie da opere di Gluck                                                         | Bernard Forck Akademie für Alte Musik Berlin                           | Decca               |
| 2002 | The art of Cecilia Bartoli                        | Cecilia Bartoli                                | Highlights                                                                     | Vari direttore                                                         | Decca               |
| 2003 | The Salieri Album                                 | Cecilia Bartoli                                | Arie da opere di Salieri                                                       | Adam Fischer Orchestra of the Age of Enlightenment                     | Decca               |
| 2005 | Opera Proibita                                    | Cecilia Bartoli                                | Arie da oratori di Scarlatti, Haendel e Caldara                                | Marc Minkowski Les Musiciens du Louvre                                 | Decca               |
| 2007 | Maria                                             | Cecilia Bartoli                                | Arie di opere di Pacini, Bellini, Mendelssohn, García, Rossi, Malibran, Halévy | Adam Fischer Orchestra La Scintilla                                    | Decca               |
| 2009 | Sacrificium                                       | Cecilia Bartoli                                | Arie da opere di Porpora, Leo, Graun, Broschi, Handel                          | Giovanni Antonini Il Giardino Armonico                                 | Decca               |
| 2012 | Mission                                           | Cecilia Bartoli e Philippe Jaroussky           | Arie da opere di Steffani                                                      | Diego Fasolis I Barocchisti                                            | Decca               |
| 2013 | Stabat Mater                                      | Cecilia Bartoli                                | Musica sacra di Steffani                                                       | Diego Fasolis I Barocchisti                                            | Decca               |
| 2013 | The Steffani project                              | Cecilia Bartoli                                | Musica di Steffani                                                             | Diego Fasolis I Barocchisti                                            | Decca               |
| 2014 | St. Petersburg                                    | Cecilia Bartoli                                | Musiche di Araja, Cimarosa, Manfredini, Raupach                                | Diego Fasolis I Barocchisti                                            | Decca               |
| 2017 | Dolce Duello                                      | Cecilia Bartoli e Sol Gabetta                  | Musiche di Caldara, Albinoni, Gabrielli, Vivaldi, Handel, Boccherini           | Andres Gabetta Cappella Gabetta                                        | Decca               |
| 2018 | Vivaldi                                           | Cecilia Bartoli                                | Arie da opere di Vivaldi                                                       | Jean-Christophe Spinosi Ensemble Matheus                               | Decca               |
| 2019 | Farinelli                                         | Cecilia Bartoli                                | Arie da opere composte per Farinelli                                           | Giovanni Antonini Il Giardino Armonico                                 | Decca               |

### DVD & BLU-RAY parziale
| Anno | Titolo Ruolo                        | Cast                                                     | Direttore Orchestra e Coro                                                                            | Etichetta         |
| ---- | ----------------------------------- | -------------------------------------------------------- | --- | ----------------- |
| 1988 | Il barbiere di Siviglia Rosina      | David Kuebler, Gino Quilico, Robert Lloyd                | Gabriele Ferro (Schwetzingen Festival) Orchestra dell'Opera di Colonia, Coro della Radio di Stoccarda | Arthaus           |
| 1995 | La Cenerentola Angelina             | Raúl Giménez, Enzo Dara, Alessandro Corbelli             | Bruno Campanella Orchestra della Houston Simphony, Coro della Grand Opera di Houston                  | Decca             |
| 2000 | Così fan tutte Fiordiligi           | Liliana Nikitenau, Agnes Baltsa, Roberto Saccà           | Nikolaus Harnoncourt Orchestra e Coro dell'Opernhaus Zürich                                           | Arthaus           |
| 2001 | Don Giovanni Donna Elvira           | Rodney Gilfry, Isabel Rey, Matti Salminen                | Nikolaus Harnoncourt Orchestra e Coro dell'Opernhaus Zürich                                           | Arthaus           |
| 2002 | Nina, o sia La pazza per amore Nina | Jonas Kaufmann, László Polgár, Juliette Galstian         | Ádám Fischer Orchestra e Coro dell'Opernhaus Zürich                                                   | Arthaus           |
| 2003 | Il turco in Italia Donna Fiorilla   | Ruggero Raimondi, Paolo Rumetz, Reinaldo Macías          | Franz Welser-Möst Orchestra e Coro dell'Opernhaus Zürich                                              | TDK/Arthaus Musik |
| 2007 | Semele                              | Liliana Nikitenau, Isabel Rey, Charles Workman           | William Christie Orchestra La Scintilla, Coro dell'Opernhaus Zürich                                   | Decca             |
| 2010 | Clari                               | John Osborn, Oliver Widmer, Carlos Chausson              | Ádám Fischer Orchestra La Scintilla, Coro dell'Opernhaus Zürich                                       | Decca             |
| 2011 | Le Comte Ory Comtesse Adèle         | Javier Camarena, Rebecca Olvera, Carlos Chausson         | Muhai Tang Orchestra La Scintilla, Coro dell'Opernhaus Zürich                                         | Decca             |
| 2013 | Otello Desdemona                    | John Osborn, Edgardo Rocha, Liliana Nikiteanu            | Muhai Tang Orchestra La Scintilla, Coro dell'Opera di Zurigo                                          | Decca             |
| 2016 | Giulio Cesare Cleopatra             | Andreas Scholl, Anne Sofie von Otter, Philippe Jaroussky | Giovanni Antonini Il Giardino Armonico                                                                | Decca             |

## Onorificenze

### Onorificenze straniere
- Premio musicale Léonie Sonning (2010)
- Polar Music Prize (2016)